# Ксенија Зеленовић
Ксенија Зеленовић (удато Јовановић) (Нови Сад, 18. октобар 1972) српска је филмска глумица.
Ксенија Зеленовић дипломирала је на Факултету драмских уметности у Београду, одсек глума, у класи професора Миленка Маричића и Бранислава Мићуновића и као глумица радила је у скоро свим београдским позориштима. Снимила је десетак ТВ драма, глумила у неколико домаћих серија и неколико филмова домаће и иностране продукције. Члан је удружења драмских уметника Србије, са статусом слободног уметника.
Магистрирала је на Факултету драмских уметности у Београду, на одсеку за теорију филма и медија са темом „Неоноар у савременој холивудској продукцији: начела обнове класичног ноира“. Студију је објавио Филмски центар Србије.
Један је од оснивача удружења „Демоде“ које за циљ има подршку продукцији и промоцији радова домаћих и страних уметника. Радила је као сарадник градског већника задуженог за културу града Београда и у секретаријату за културу као сарадник за програмске активности установа културе чији је оснивач град Београд. Један је од професора у „Малој школи позоришних вештина“ у Београду. Координатор је програма ФЕСТ-а.

## Улоге
| Год.       | Назив                                                     | Улога                           |
| ---------- | --------------------------------------------------------- | ------------------------------- |
| 1990.-те   |                                                           |                                 |
| 1995.      | Не веруј жени која пуши гитанес без филтера (кратак филм) |                                 |
| 1997.      | Покондирена тиква (ТВ)                                    | Анчица, служавка код Феме       |
| 1997.      | Наша Енглескиња (ТВ)                                      |                                 |
| 1998.      | Лајање на звезде                                          | Девојка филозофовог сина        |
| 1998-1999. | Породично благо (серија)                                  | Ћерка Љубомира Старчевића Риса  |
| 2000.-те   |                                                           |                                 |
| 2000.      | Сенке успомена                                            | Медицинска сестра               |
| 2003.      | Бобан хокеј звезда (кратак филм)                          | Нађа                            |
| 2006.      | Стижу долари 2 (серија)                                   | Лелица                          |
| 2009.      | Рањени орао (серија)                                      | Ката - Собарица Анђелкине тетке |
| 2009.      | Рањени орао (филм)                                        |                                 |
| 2010.-те   |                                                           |                                 |
| 2010.      | Приђи ближе (серија)                                      | Зорица Станковић                |
| 2011.      | Мој рођак са села                                         | Меирем                          |